# Condoleezza Rice
Condoleezza Rice (Birmingham, Alabama, 1954. november 14. –) 2005. január 26-tól 2009. január 20-ig az Amerikai Egyesült Államok külügyminisztere. Ő volt a második fekete politikus George W. Bush kormányában (Colin Powell után) és a második nő, aki ezt a tisztséget betölti.

## Gyermekkora
Becenevén „Condi”, Angelena Rice és John Rice középiskolai tanár szülők egyetlen gyermeke. Apja a Westminster Presbyterian Church lelkésze volt, édesanyja pedig zenetanár (C. Rice kiválóan zongorázik). Keresztneve az olasz „con dolcezza” (lágyan) olasz zenei utasításból származik.
Meghatározó élménye volt, amikor 1963. szeptember 15-én fehér szélsőségesek egy baptista templomban elkövetett bombamerénylet során iskolatársát is meggyilkolták.

## Tudományos karrierje
A Denveri Egyetemen szerzett jogi diplomát, 1981-ben. 
A Stanford Egyetem professzora, számos tudományos egyesület tagja és több egyetem díszdoktora.
Az angolon kívül oroszul, franciául és spanyolul beszél.

## Politikai karrierje

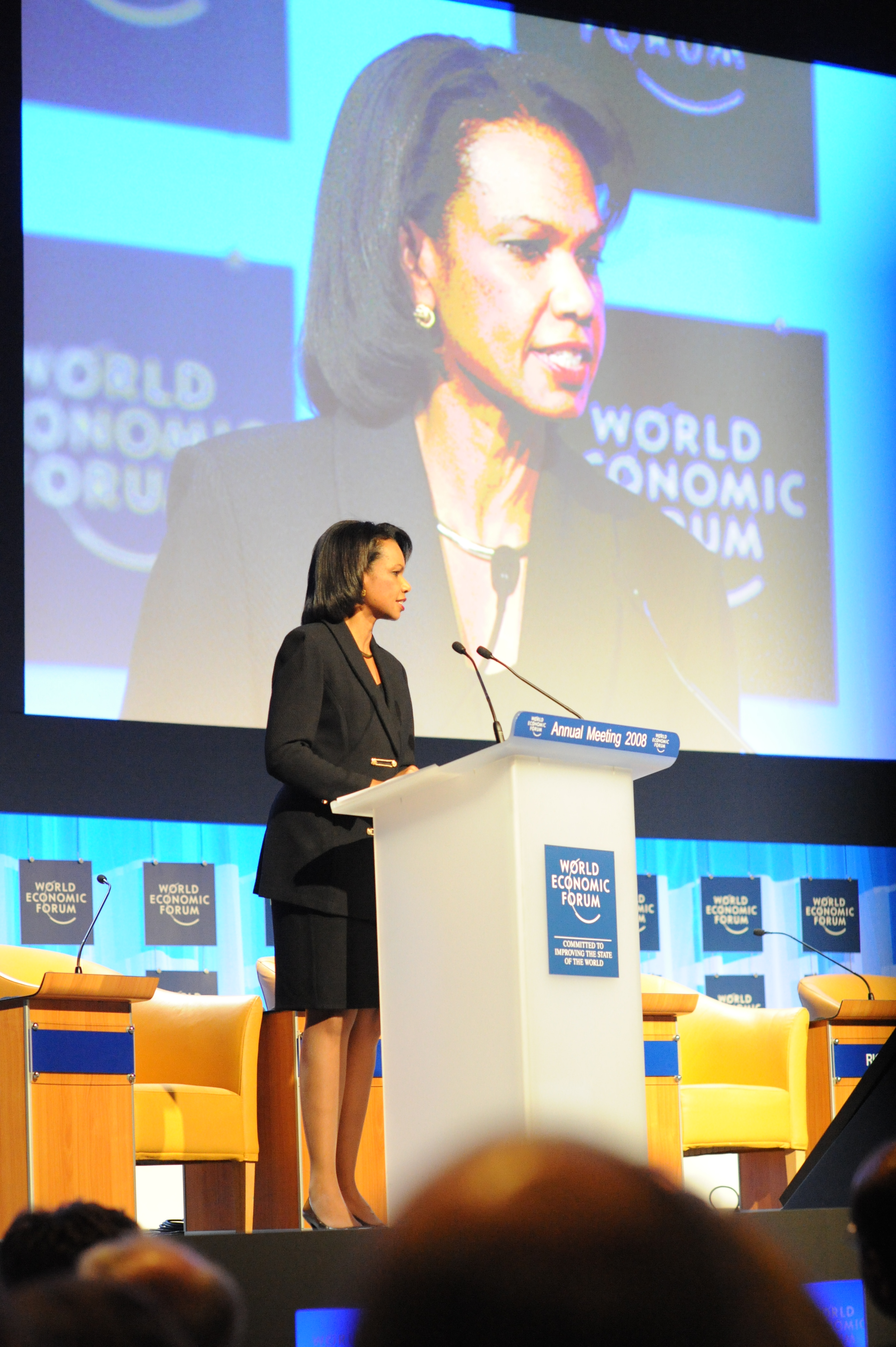
A 2008-as Gazdasági Világfórumon

George H. W. Bush elnöksége idején részt vett a nemzetbiztonsági munkában 1989-től, elsősorban mint a Szovjetunió és a kelet-európai ügyek szakértője.
Részt vett George W. Bush elnökválasztási kampányában. 2001. január 22. után az elnök nemzetbiztonsági tanácsadója (National Security Advisor) volt. 
Nemzetbiztonsági tanácsadóvá való kinevezésekor lemondott a Chevron Corporation cégnél betöltött igazgatótanácsi tagságáról.
A 2003-tól folytatott iraki háború megindításának egyik fő szószólója volt.
2004 augusztusában a Forbes magazin a világ legbefolyásosabb nőinek listáján az első helyen nevezte meg.
2004. november 15-én az újraválasztott George W. Bush a lemondott Colin Powell utódjául nevezte ki.

## Könyve magyarul
- Washingtoni emlékeim; ford. Magyarics Tamás; Antall József Tudásközpont, Bp., 2016